# 早期世界地图

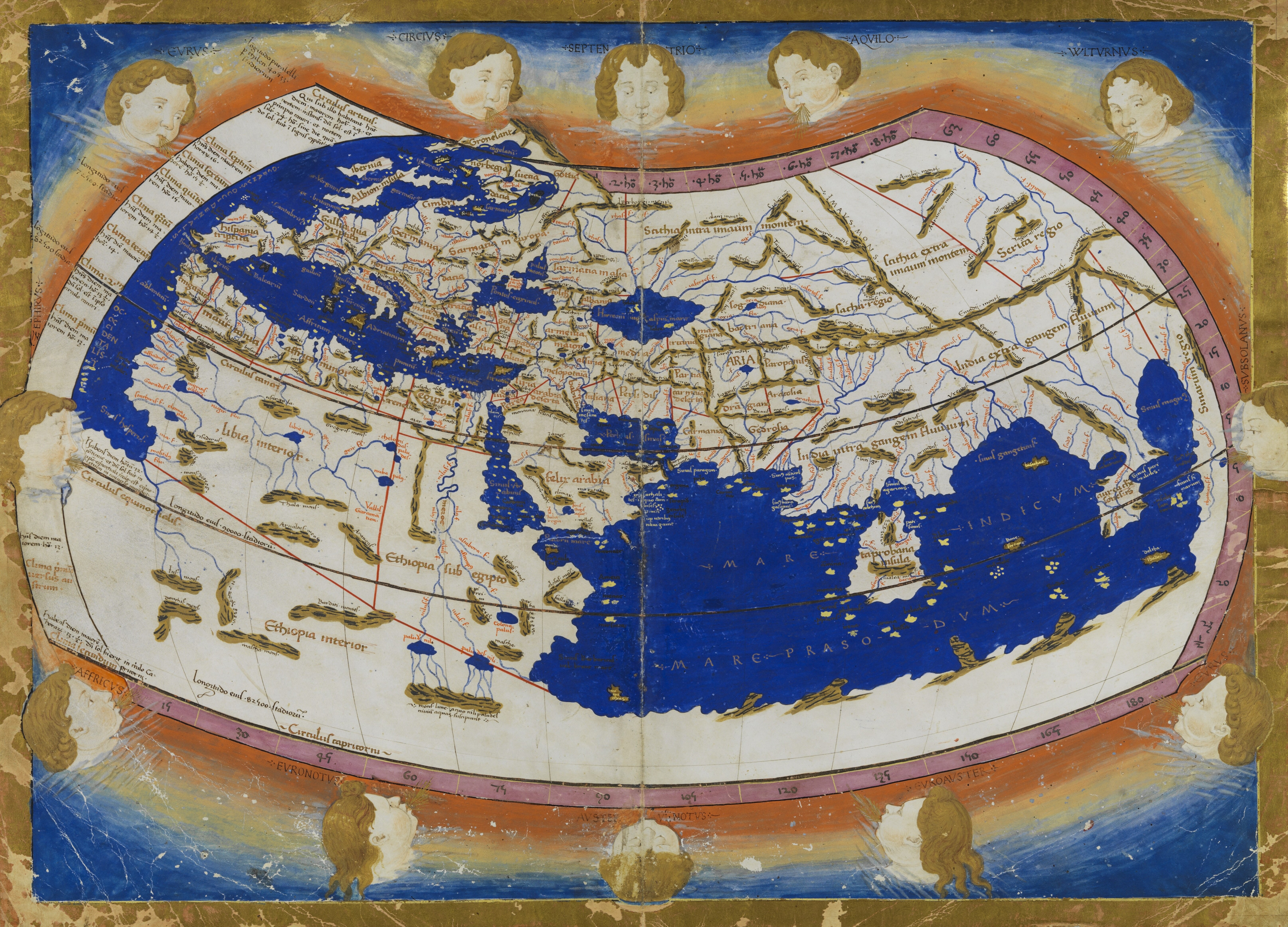
托勒密世界地图 （2世纪）于15世纪重绘。

早期世界地图介绍从古典时代至地理大发现时期人类地图绘制的发展和现代地理的产生与发展。

## 古代

### 巴比伦世界地图（前900年-前600年）

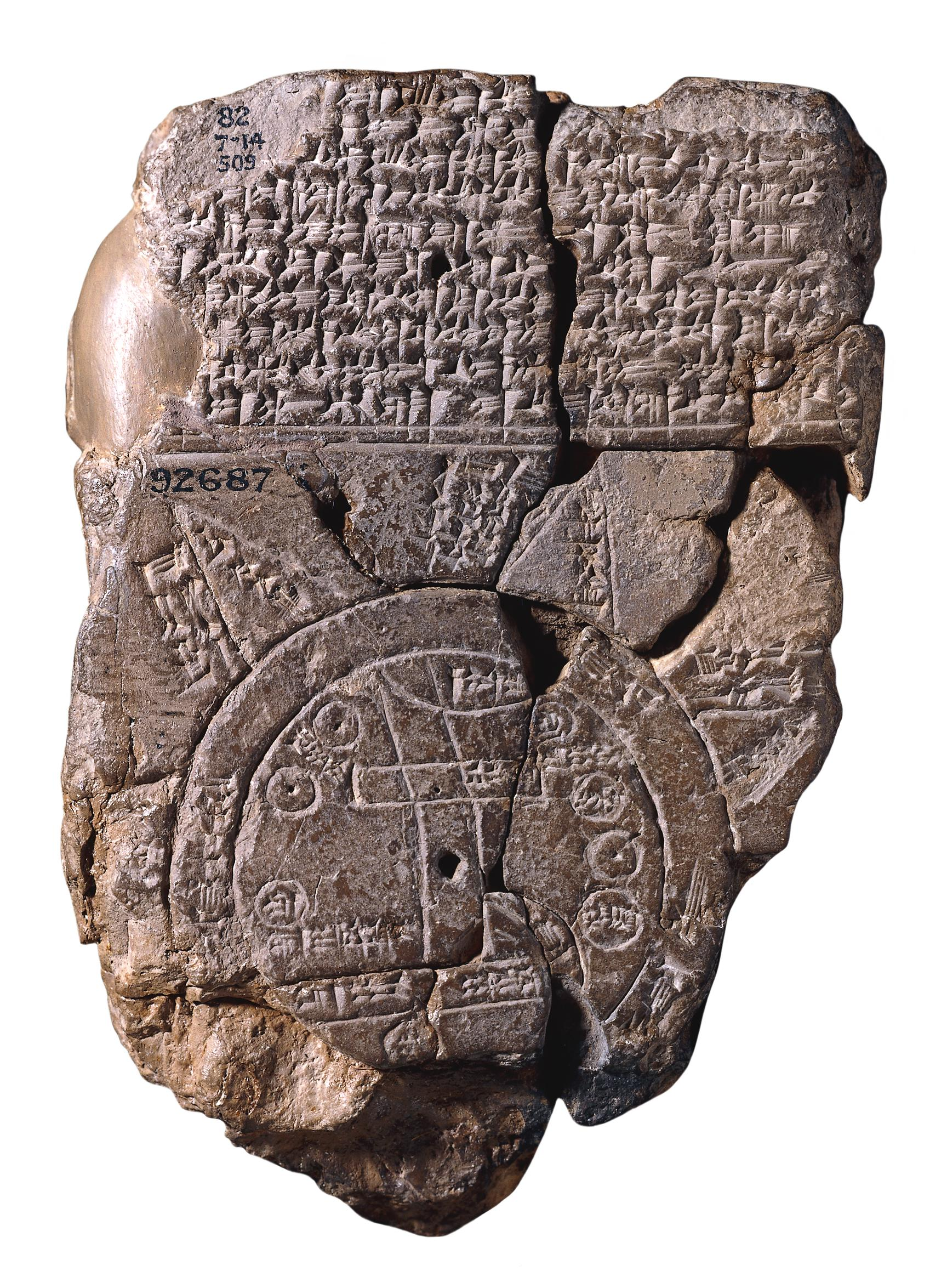
前6世纪巴比伦地图，世界已知最古老的地图

前6世纪巴比伦地图是世界已知最古老的地图， 北方朝上，巴比伦位于地图中心。地图上展现了几座城镇和一些河流。周围有7个岛屿，形成一个七角星，现在看起来像是4个呈放射状的三角形。巴比伦地图由两个同心圆构成，其中的内圆代表世界的中心区域，最上方是今天土耳其南部的山地，四周环绕着“盐海”。
附文提到外围七个地区中，有五个地区有人居住。此外，地图上还标明了“巴比伦”、“德尔”、“苏萨”、“亚述”、“乌拉尔图”等地名。

### 阿那克西曼德地图（前610年-前546年）
阿那克西曼德地图是一个圆形地图，以爱琴海为地图中心，显示了当时古希腊世界已知的土地，周围全部被海洋所包围。

### 米利都赫卡泰奥斯（前550年-前476年）
米利都赫卡泰奥斯地图创作于一个名为“绕着地球转”或“世界概览”（Ges Periodos）的活动。

阿那克西曼德地图的复原图
米利都赫卡泰奥斯地图的复原图

### 埃拉托色尼（前276年-前194年）

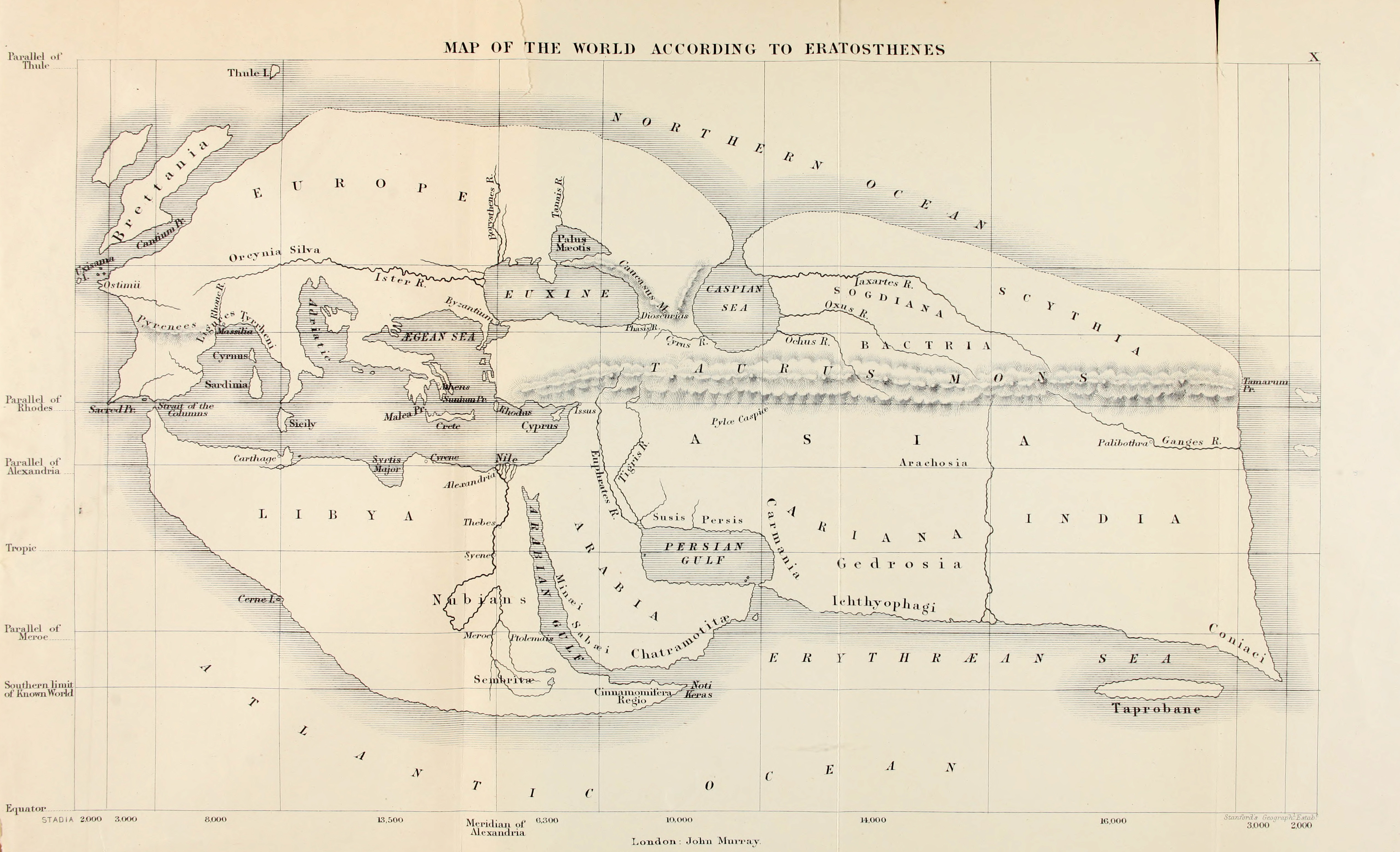
于1883年复原的埃拉托色尼地图

埃拉托色尼进一步改进了地图，他将亚历山大大帝和他的继承者所从事的活动合并。亚洲变的更宽，表现出当时的人类对大陆的认识更多。埃拉托色尼也是首个把经纬线纳入地图的地理学家。

### 波希多尼（前150年-前130年）

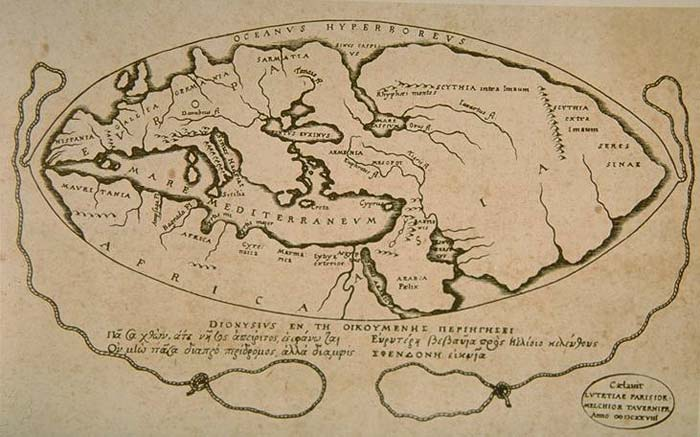
在1628年复原的波希多尼地图，通过观察他对大陆的绘制，能够看出在诸多细节上认识不清。

波希多尼是希腊斯多葛学派的一位哲学家 ，他游历过整个罗马世界抑或是更远的地区，是希腊罗马地区知名的博学者，类似亚里士多德和埃拉托斯特尼这类人物。他的“关于海洋和邻近地区”的工作是一个对地理问题的整体表现。他通过老人星精准的测量出了地球的周长。 

### 斯特拉博 （前64年-24年）
斯特拉博因他达17册的著作《地理志》而成名。 《地理志》最早发行于西欧的罗马，该书也是一本欧洲地图。

### 旁波尼乌斯·梅拉（43年）

于1898复原的旁波尼乌斯·梅拉世界地图

Pomponius Mela将地球分成五个区域，其中两个区域用来居住。居住地在南部温带和北部温带地区，中部是人类不堪忍受的热带。
对于欧洲、亚洲和非洲的交界处，他和埃拉托斯特尼的认识相同； 像所有的古典地理学家一样，他认为里海是北冰洋的入口，与波斯和阿拉伯（红海）在南部相呼应。

### 马里诺·推罗（120年）
马里诺·推罗世界地图是罗马帝国第一部标注了中国的地图。约在120年时马里诺·推罗写道，世界上可居住的地方在西方。他认为可以居住的世界由纬度可延伸至设得兰群岛，经度可延伸至中国。
马里诺·推罗由北极的存在提出了南极的概念。

## 中世纪

### 加泰隆尼亞地圖集（1375年）
加泰羅尼亞世界地圖集是由馬略卡島的製圖學校所作，被認為是亚伯拉罕·克雷斯克斯的作品。

### 大明混一图（1389年）

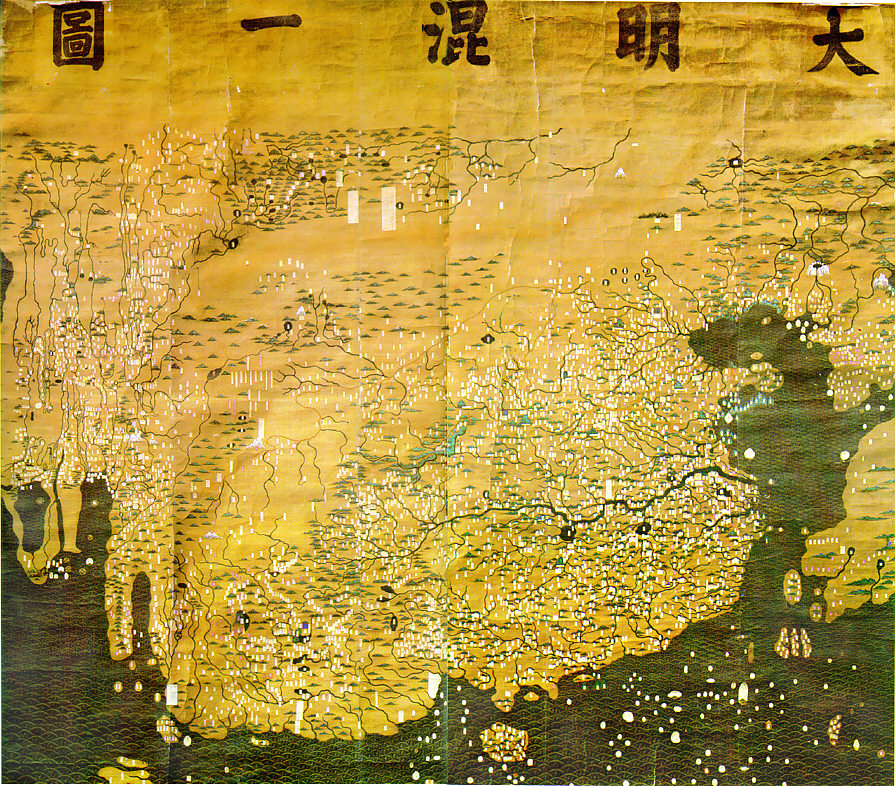
大明混一图

大明混一图是一幅在中国明代洪武年间（公元1368-1392年）绘制的世界地图。该地图利用硬丝色绘画，尺寸为3.86乘4.56米，使用文言标注地名。17世纪清朝建立以后，又增添了满文翻译版。
它是世界上现存最古老的东亚世界地图之一。它利用中国的方式描绘了一般形式的亚洲、非洲和已知岛屿－－中国在中央、北至蒙古高原、南至爪哇岛、东至日本、西至欧洲和非洲。

## 发现新大陆之后

### 胡安德拉科萨地图（1500年）

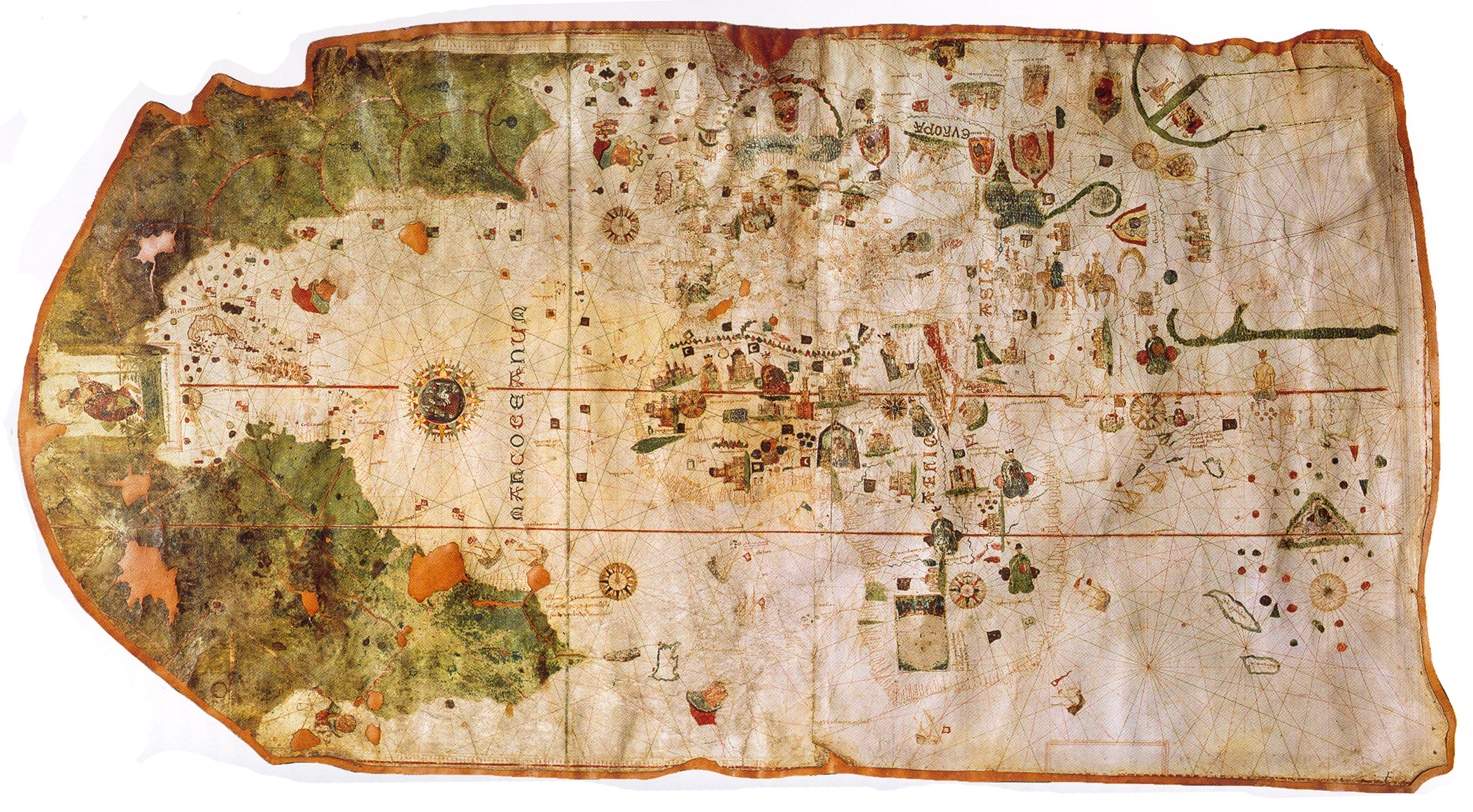
右转了的胡安德拉科萨地图。

胡安·德·拉·科萨是西班牙的一名制图员、探险家和征服者。他绘制了许多地图，但只有在1500年绘制的Mappa Mundi地图保留了下来。这是已知最早的欧洲人绘制美洲的地图。现藏于马德里海军博物馆。

### 卡維里歐地圖（1505年）

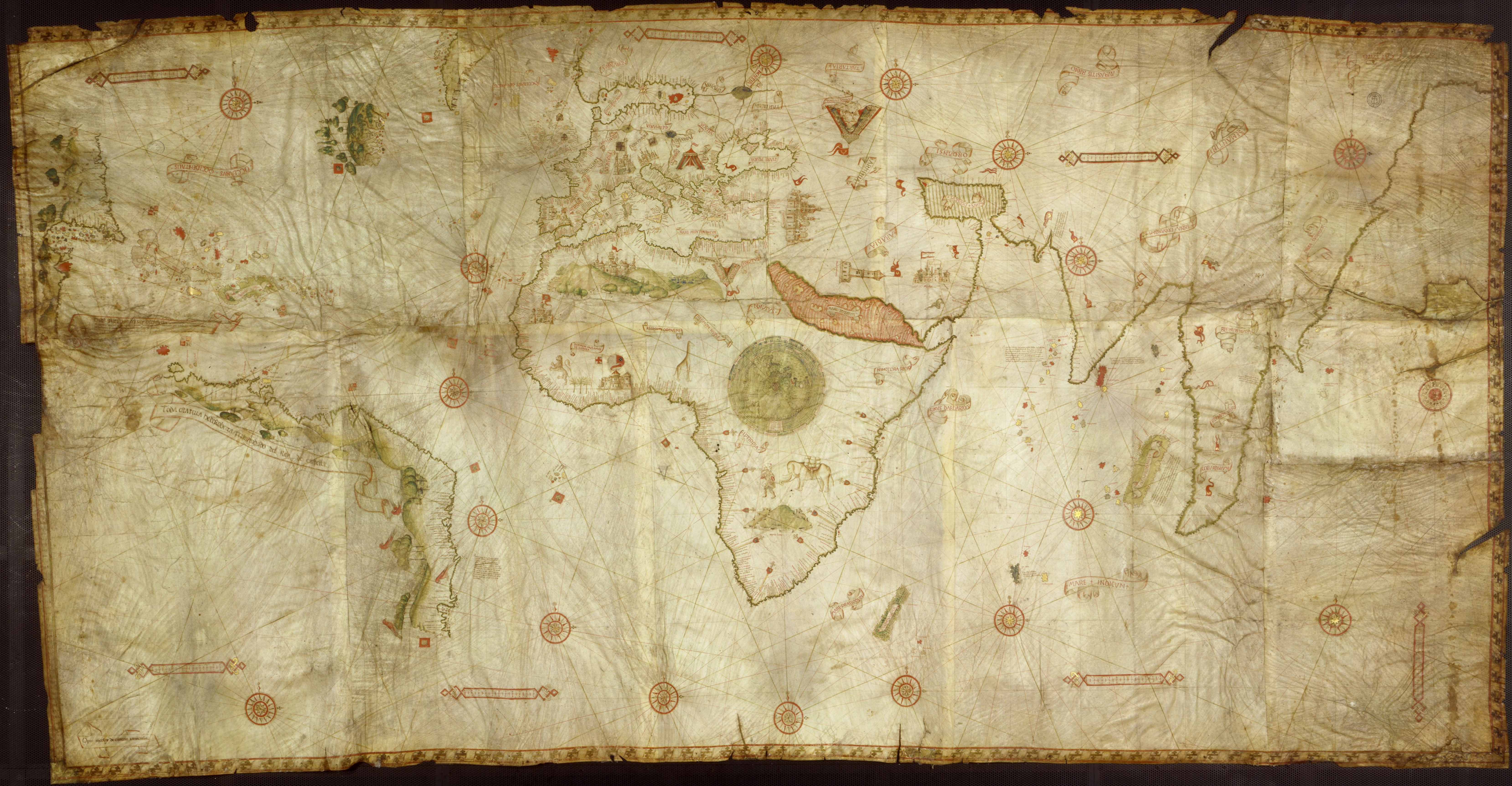
卡維里歐地圖

### 瓦尔德泽米勒和林曼的地图（1507年）

Waldseemüller地图

本地图由德國地圖學家馬丁·瓦爾德塞彌勒繪製的世界地圖，包括球状世界地图和12块面板构成的世界挂图。這地圖原本於1507年4月出版。這是繼托勒密《地理學》中所載的世界地圖後，其中一幅準確地列出經度和緯度的地圖，此外，這亦是第一幅使用「亞美利堅」（America）這名字稱呼美洲的地圖。瓦爾德塞彌勒亦將世界地圖切割成三角形，這是將地圖以三角形為單位，將原本球狀的地球分割，以便繪製地圖的方法。

### 彼得罗科波地图（1520年）

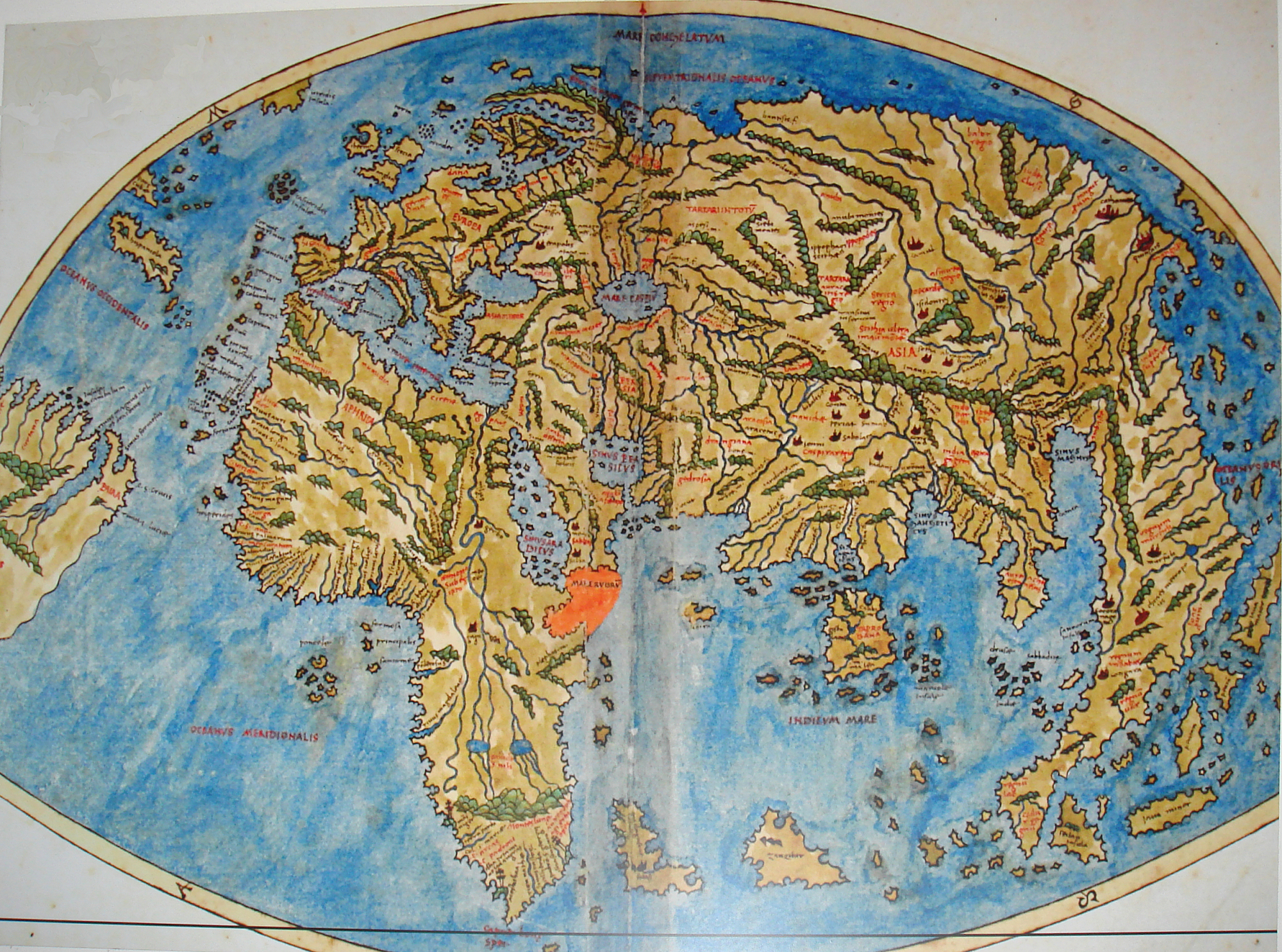
彼得罗科波地图

### 迪奥戈·里贝罗地图（1527年）

迪奥戈·里贝罗地图绘制的《Propoganda map》

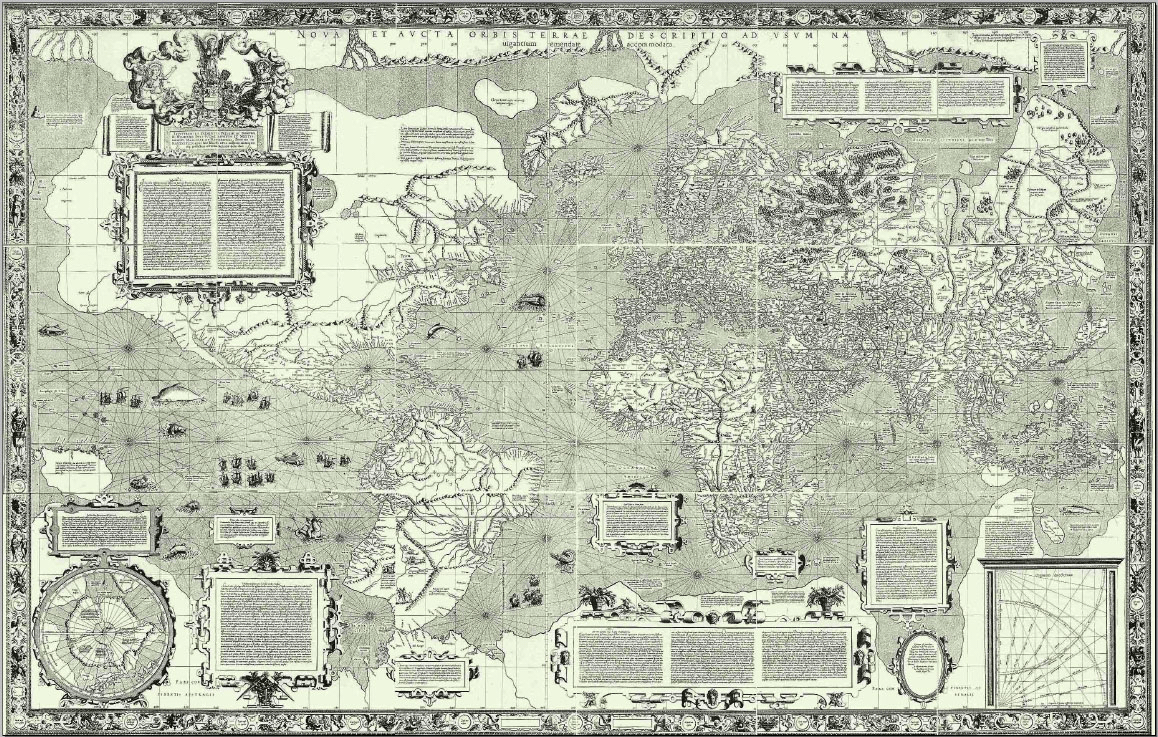
杰拉杜斯·麦卡托的《Nova et Aucta Orbis Terrae Descriptio》

### 麦卡托世界地图（1569年）
佛兰德地图学家，生于佛兰德伯国亚珀尔蒙德。他发明的麦卡托投影法使16世纪航海地图的绘制取得了重大进展。地图上的名称和解释由麦卡托本人标注，这是一个大型平面球形图，印刷在18个独立的纸张上。

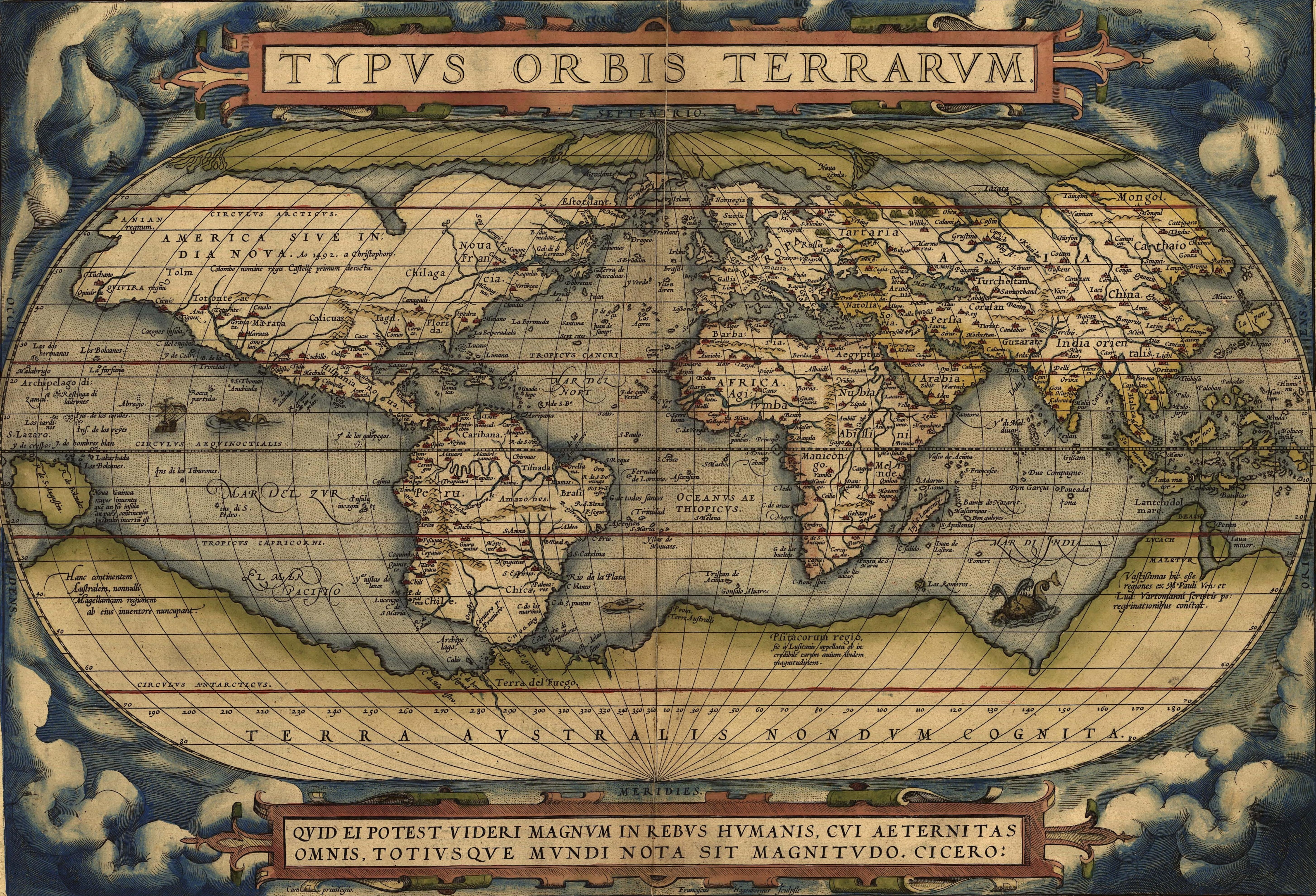
亚伯拉罕·奥特柳斯的《Theatrum Orbis Terrarum》地图

### 《寰宇全圖》地图（1570年）
《寰宇全圖》（拉丁語：Theatrum Orbis Terrarum）地图，又称《世界舞台》（Theatre of the World），是近代第一个较为正确的地图册，由亚伯拉罕·奥特柳斯绘制。1570年5月20日首次印制。

坤輿萬國全圖

### 坤舆万国全图（1602年）
坤舆万国全图是利玛窦在中国传教时绘制的世界地图，在万历三十年（1602年）由李之藻出版。由于中国人难以接受“中央之国”的中国在地图的边上，利玛窦将子午线从地图的中央向西移动了170度，就把中国从地图的东面的边上移到了地图的最中间，使得中国出现在《坤舆万国全图》的正中间，并沿用至今。

### 約翰尼斯·克卜勒世界地圖（1627年）

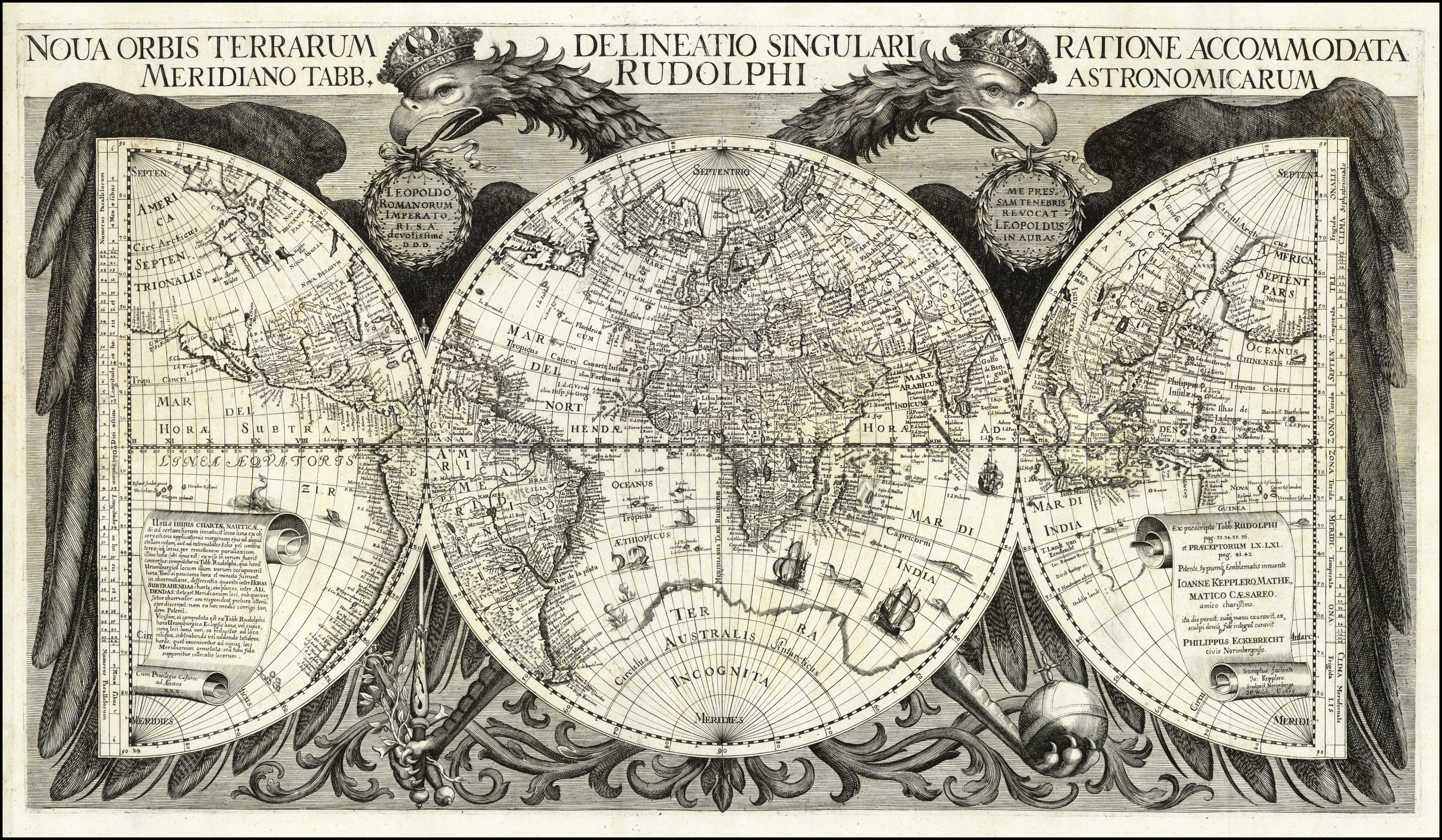
約翰尼斯·克卜勒世界地圖 (1627)

### 亨德里克·洪迪烏斯地圖（1630年）

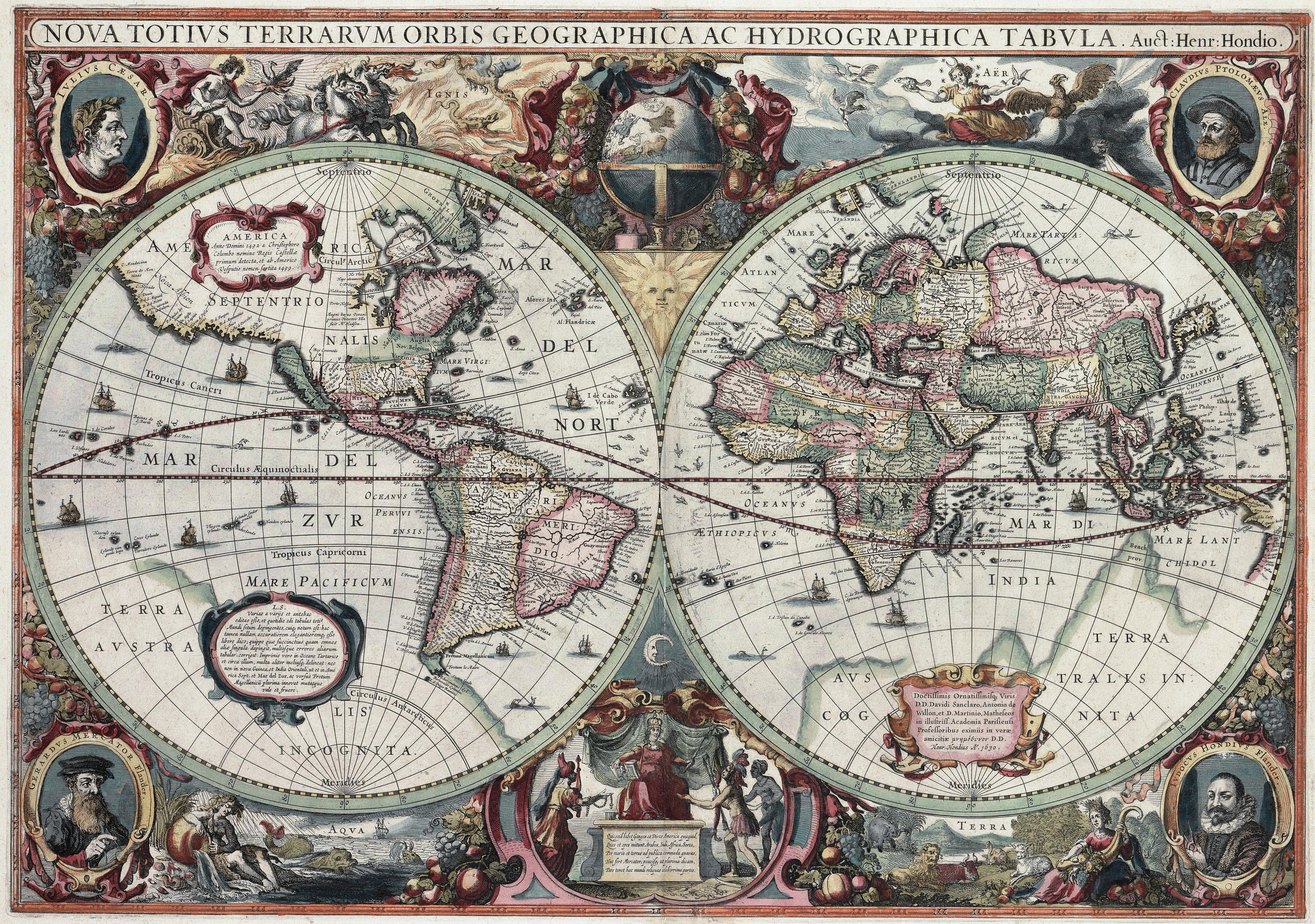
亨德里克·洪迪烏斯

### 尼古拉斯 · 費舍爾地圖（1658年）

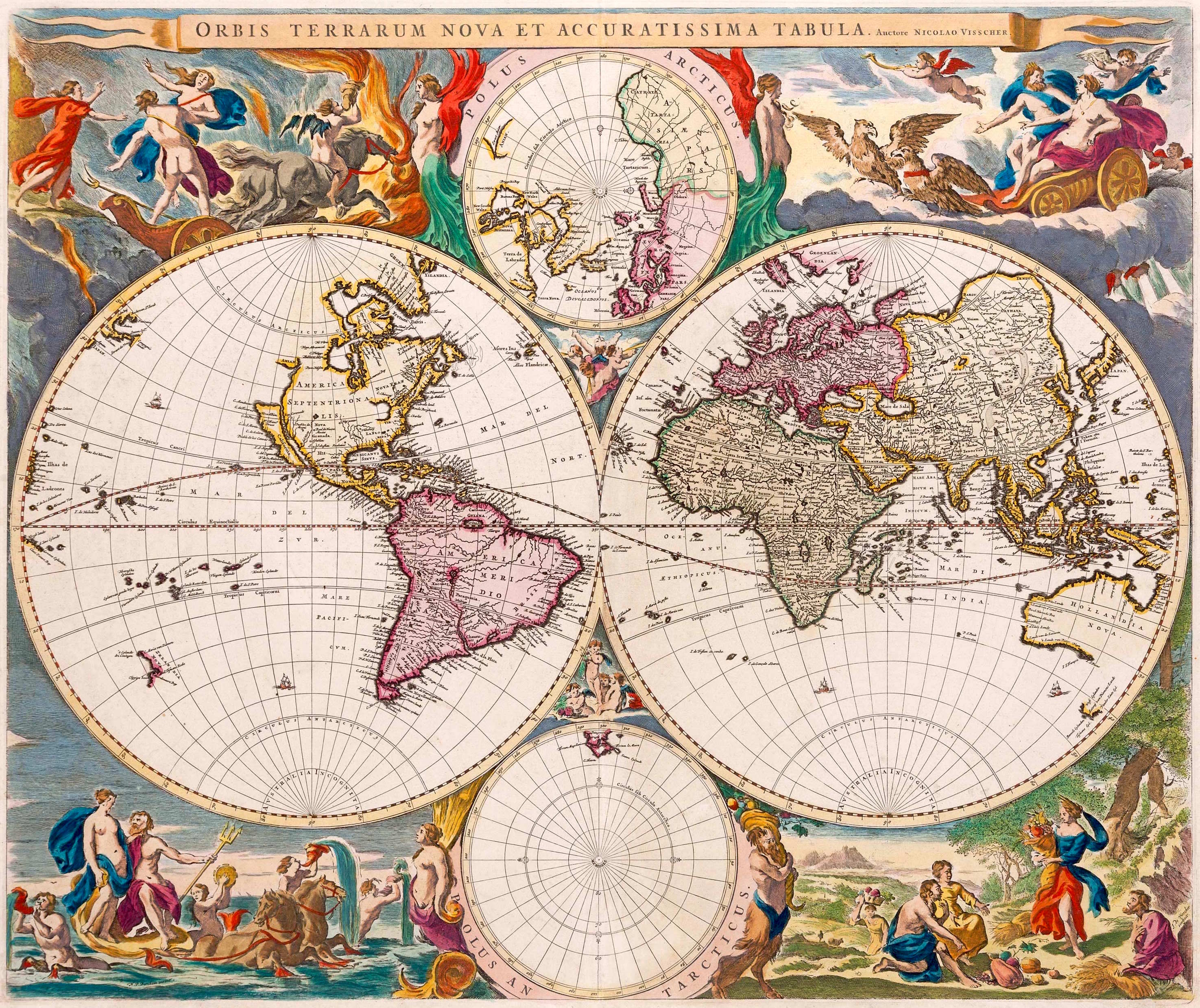
尼古拉斯 · 費舍爾，《Orbis Terrarum Nova et Accuratissima Tabula》，1658

### 范沙根世界地图(1689年)

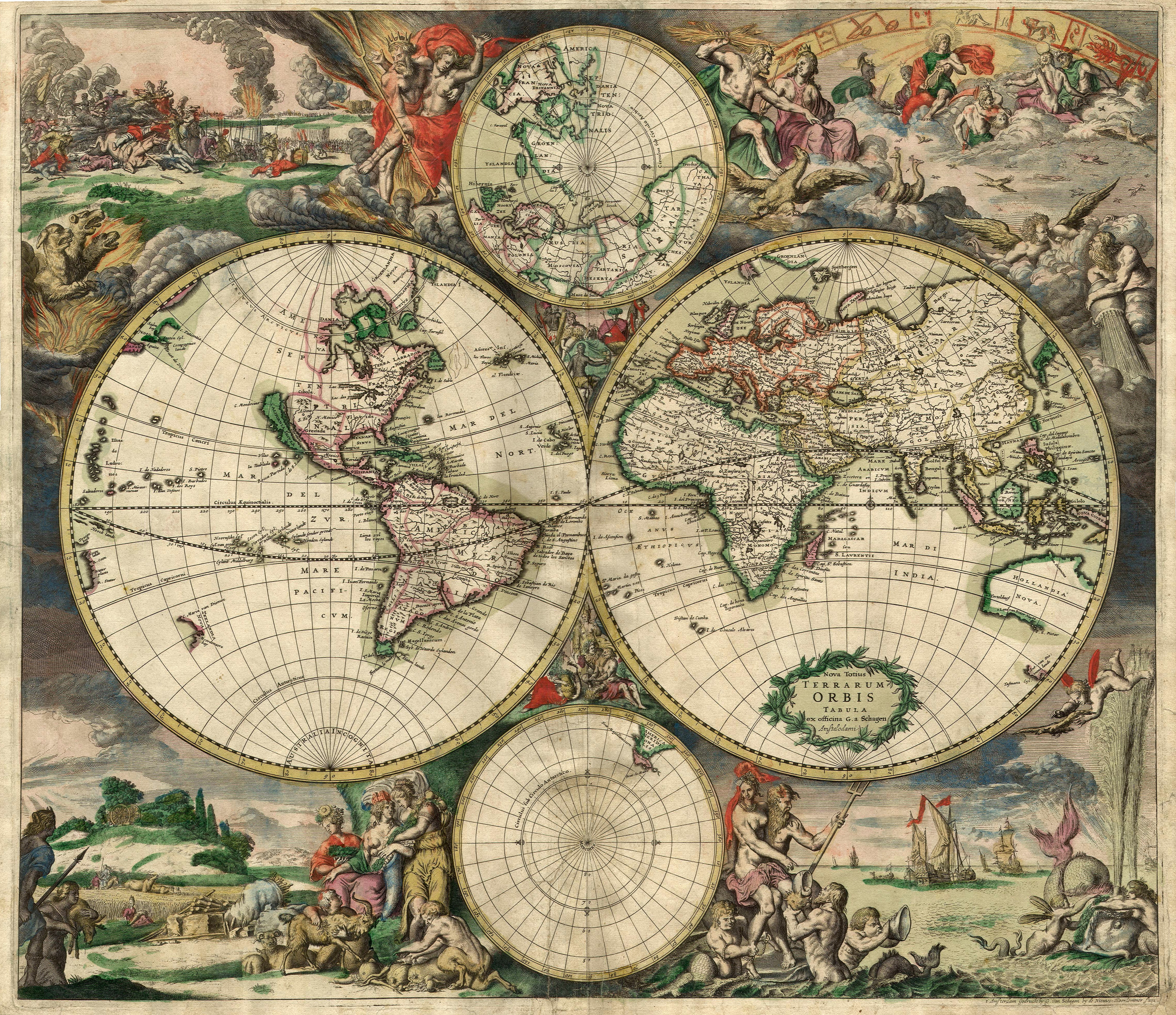
范沙根的世界地圖，1689 年

### 塞繆爾·鄧恩的世界地圖（1794年）

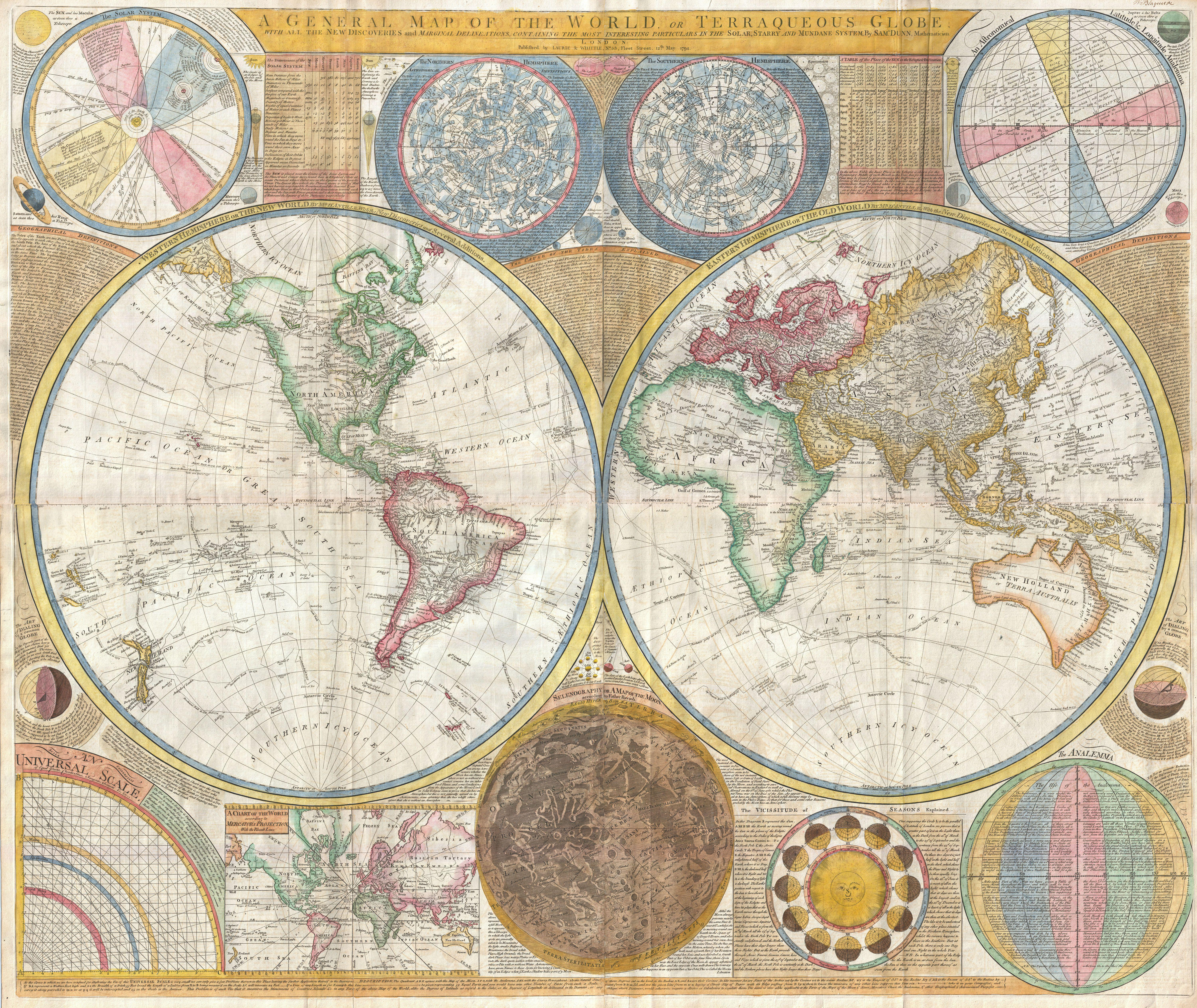
塞繆爾·鄧恩於1794年的世界地圖，包括星空圖、月球圖、太陽系圖以及多個特色